# زیرآبگذر

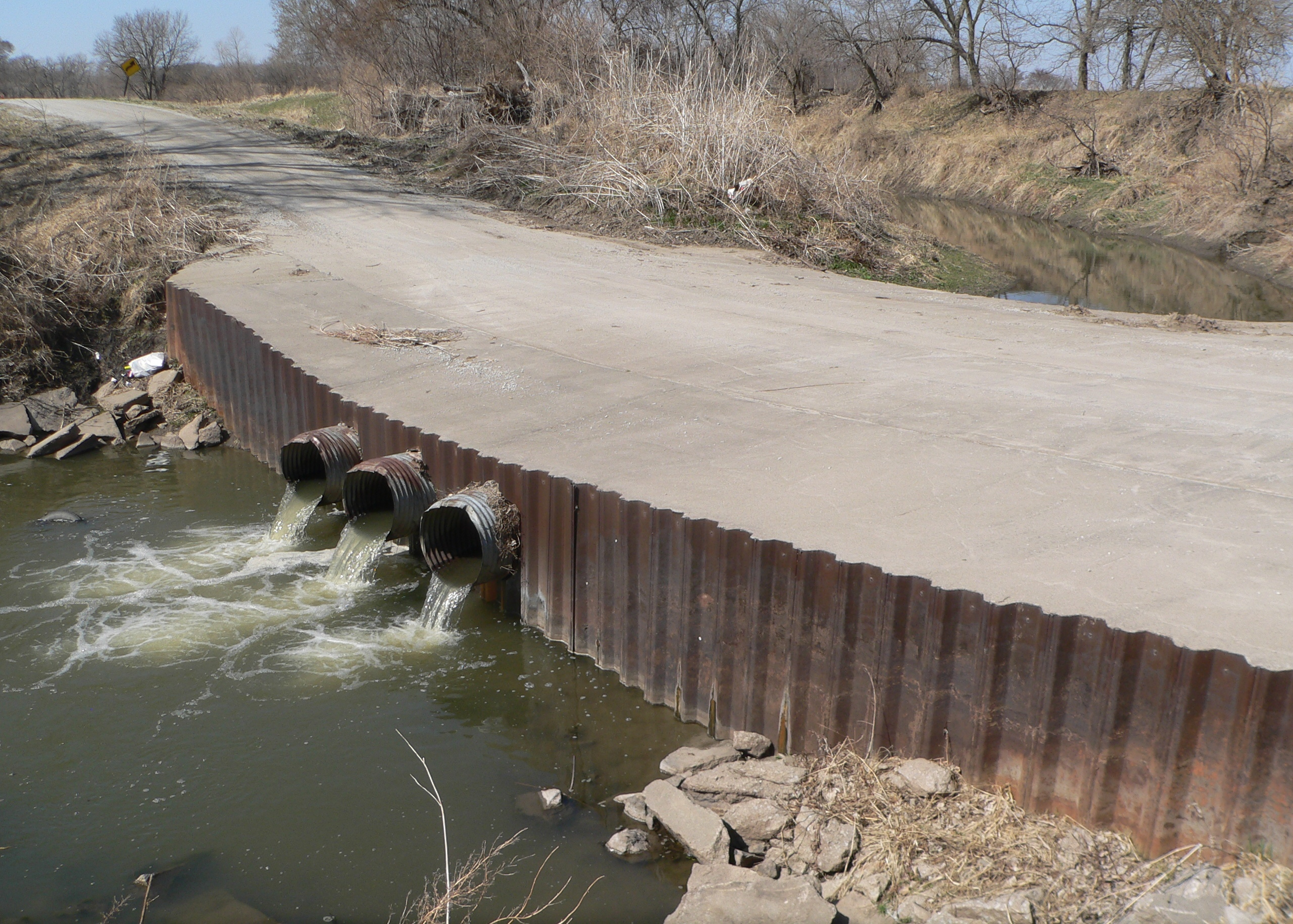
یک زیرآبگذر در نبراسکا، آمریکا

زیرآبگذر یا کالورت (به انگلیسی: Culvert) سازه‌ای ایست که به منظور انتقال آب از یک سوی خاکریز به سوی دیگر ساخته می‌شود. این نوع سازه‌ها اگرچه از نظر سازه ای ساده هستند، اما طرح هیدرولیکی آنها تا حدودی پیچیده و تابعی از عوامل مختلف است که به سادگی قابل تقسیم به جریان‌های تحت فشار یا آزاد نمی‌باشد بلکه در مواردی ترکیبی از این دو حالت را دارا خواهد بود.
در واقع کالورت یک ساختار تونلی است مانند ساختار زیر جاده ها یا خطوط راه آهن برای ایجاد زهکشی متقابل آب یا مایع و ایجاد کابل برق یا کابل دیگر از یک طرف به دیگر.